# Kunyayan
Kunyayan is een bestuurslaag in het regentschap Tanggamus van de provincie Lampung, Indonesië. Kunyayan telt 2299 inwoners (volkstelling 2010).